# サンシャインシティ
サンシャインシティ（英: Sunshine City）は、東京都豊島区東池袋三丁目に所在する、超高層ビル「サンシャイン60」を中核とした複合商業施設。株式会社サンシャインシティが運営する。1970年代に東京拘置所（巣鴨拘置所）跡地を再開発して建設された。

## 概要
巨大ターミナル駅である池袋駅の東側に位置する、超高層ビル「サンシャイン60」を中心とするサンシャインシティは、池袋地区の象徴（ランドマーク）的役割を果たしている。「サンシャイン60」は副都心・池袋で最も高いビルであり、完成当時はアジア一高いビルであった。
1958年、首都圏整備計画に沿って閣議において東京拘置所の移転が決定されるが、東京都の財政難や移転先の用地難などから計画の進捗は滞っていた。その後1964年10月に開催される東京オリンピックを控え、池袋の再開発計画も俎上に載り、副都心計画（TKプラン）は、民間事業とした上で児童センターを核として事業を進展させることとなった。また事業の推進にあたっては西武百貨店が実務の中心を担うことも決定し、計画の具体化が進められた。
1964年1月には、副都心建設を目的とするデベロッパー会社を設立する発起人会が経済界有志によって結成され、さらに1966年度予算において、5ヵ年計画で国庫債務負担を認められたことを受け、同年10月、開発母体となる新都市開発センター（現：サンシャインシティ）が設立された。同社の設立にあたっては、旧セゾングループを率いた堤清二が財界首脳や丸の内の大手企業を訪問し出資を要請したほか、拘置所の移転運動においても堤が軸となり活動を推進した。また、三菱地所と共に西武百貨店を中心とした西武流通グループ（セゾングループ）が最大の出資者として名を連ねた。
1973年7月、サンシャインシティは建設を着工するが、直後にオイルショックに遭遇し工費が倍増するなど紆余曲折を経ながらも、1978年4月6日にサンシャイン60が竣工し、展望台のオープンとオフィス・テナントの入居を開始し、約半年後の10月5日にプリンスホテルを除く全館が竣工しグランドオープン（街開き）を迎えた。 開業当初は池袋駅から離れて立地していることからテナント誘致に苦戦し、サンシャイン60が入居率100%を超えるまでは4年ほど歳月を要した。
サンシャインシティは超高層ビルとしては展望台の高さ都内一のサンシャイン60を中心に、複数のビルや地下街・専門店街で構成され、オフィスや専門店街を中心とする商業施設、ホテル（プリンスホテル）にとどまらず、水族館、ナンジャタウンといった屋内型テーマパーク、 プラネタリウム、劇場などのレジャー施設、コンベンションホール、さらにサンシャインシティ噴水広場をイベント会場にして、多くのタレントを招致しているほか、マンションまで擁する日本初の複合都市施設である。平日は約8万人、休日は約10万人が滞在する。2010年代に入り来街者数は増加傾向にあり、2018年度は約3190万人だった。
2008年2月から同年3月にかけ、それまでサンシャインシティの筆頭株主で持分法適用会社としていた三菱地所が、協業体制の強化を図るべく、サンシャインシティの株式公開買付け（TOB）を実施。株の59.59%を取得した。これによって同年3月25日に三菱地所の連結子会社とされた。また主要株主の一社であった西武鉄道は、TOBに応募したため株主を外れている。
サンシャインシティはサンシャイン60、プリンスホテル、ワールドインポートマート、文化会館、専門店街アルパの5つのエリアに分かれており、エリアごとにシンボルカラーが制定されている。エリアごとのシンボルカラーは、館内の案内表示板や地下駐車場内の駐車位置の目印になる柱番号表示などに使用されている。
キャッチコピーは「なんか面白いこと、ある。」。サンシャイン60開業35周年の2013年上半期には「おかげ様で35周年。」が加わった。
かつてはセゾングループ構成企業が18層を賃借してサンシャイン60に本社を置いていた。セゾングループが解体した現在もクレディセゾンなど一部の旧グループ企業は引き続きサンシャイン60に本社を置く。また、プロ野球の西武ライオンズ（現チーム名：埼玉西武ライオンズ）は、サンシャインシティに球団事務所を構えていたが、1986年に埼玉県所沢市の西武球場（現：ベルーナドーム）敷地内に移転した。

## 主な施設
各エリアに様々な施設が入っている。
- サンシャイン60 （シンボルカラー: 緑）
  - サンシャイン60展望台 てんぼうパーク・スカイデッキ
    - 高層ビルの展望台の高さとしては、都内一である。また、サンシャイン60ビルは武蔵野台地に位置するため、海抜の高さでは、東京タワーの特別展望台 (250m)よりも高いが、東京スカイツリーの天望デッキ (350m)より低い。

  - 企業オフィス
  - 総合診療センター
  - 郵便局（サンシャイン60内郵便局）

- プリンスホテル （シンボルカラー: 黄色）
地下駐車場内の柱表示では「ホテル下」の表記を使用。
  - サンシャインシティプリンスホテル
  - バス停留所（停留所名は「サンシャインシティプリンスホテル」）

- ワールドインポートマート（シンボルカラー: 赤）
  - サンシャイン水族館
  - ナンジャタウン（2013年7月11日リニューアルオープン）
  - J-WORLD TOKYO（週刊少年ジャンプのマンガ作品の世界を題材にしたテーマパーク、2013年7月11日オープン。2019年2月17日クローズ）
  - MAZARIA（『アニメとゲームに入る場所』をコンセプトに、VRをはじめとする各種技術を活用したアクティビティを設置したテーマパーク。2019年7月12日オープン。2020年8月31日クローズ）
  - バンダイナムコ Cross Store 東京（前述のMAZARIA閉館後にオープンしたナンジャタウンの「hugood!特区」（2023年2月クローズ）を改装、2023年3月18日オープン）
  - コニカミノルタプラネタリウム満天 in Sunshine City（旧サンシャインスターライトドーム満天）
  - 専門店街アルタ (ALTA)（三越伊勢丹系）
  - パスポートセンター
  - 京都きもの友禅（呉服）
  - サンシャインシティ コンベンションセンターTOKYO
    - 展示ホールA （通路を挟んで南西側と北東側に分かれる。北東側はさらに2部屋に分割可能）

- 専門店街アルパ （シンボルカラー: 橙色）

- 文化会館（シンボルカラー: 青）
  - 古代オリエント博物館
  - サンシャイン劇場
  - サンシャインシティ コンベンションセンターTOKYO
    - 展示ホールB （天井が一部吹抜）
    - 展示ホールC
    - 展示ホールD （最大5部屋にまで分割可能）

  - コナミスポーツクラブ池袋
  - 東池袋地下通路 - 東池袋駅への地下道。2011年2月に開通[11]。
  - メゾンサンシャイン - ワンルームを中心とした分譲マンション。各区分所有者が保有・管理組合法人の自主管理物件であり、サンシャインシティの所有物件ではない。所有者・居室によっては分譲賃貸として運用されている。
  - バスターミナル

- その他施設
  - サンシャインパーキング（公共地下駐車場）
  - 首都高速道路東池袋出入口
  - 東池袋中央公園
  - 豊島変電所
  - 池袋地域冷暖房株式会社

専門店街は、ALTA（アルタ）とalpa（アルパ）という類似した名称のものが併存している。
なお、そごうはかつて現サンシャインシティへの出店を計画していたが、池袋駅から地下道を通す条件がクリアできず出店を断念した。

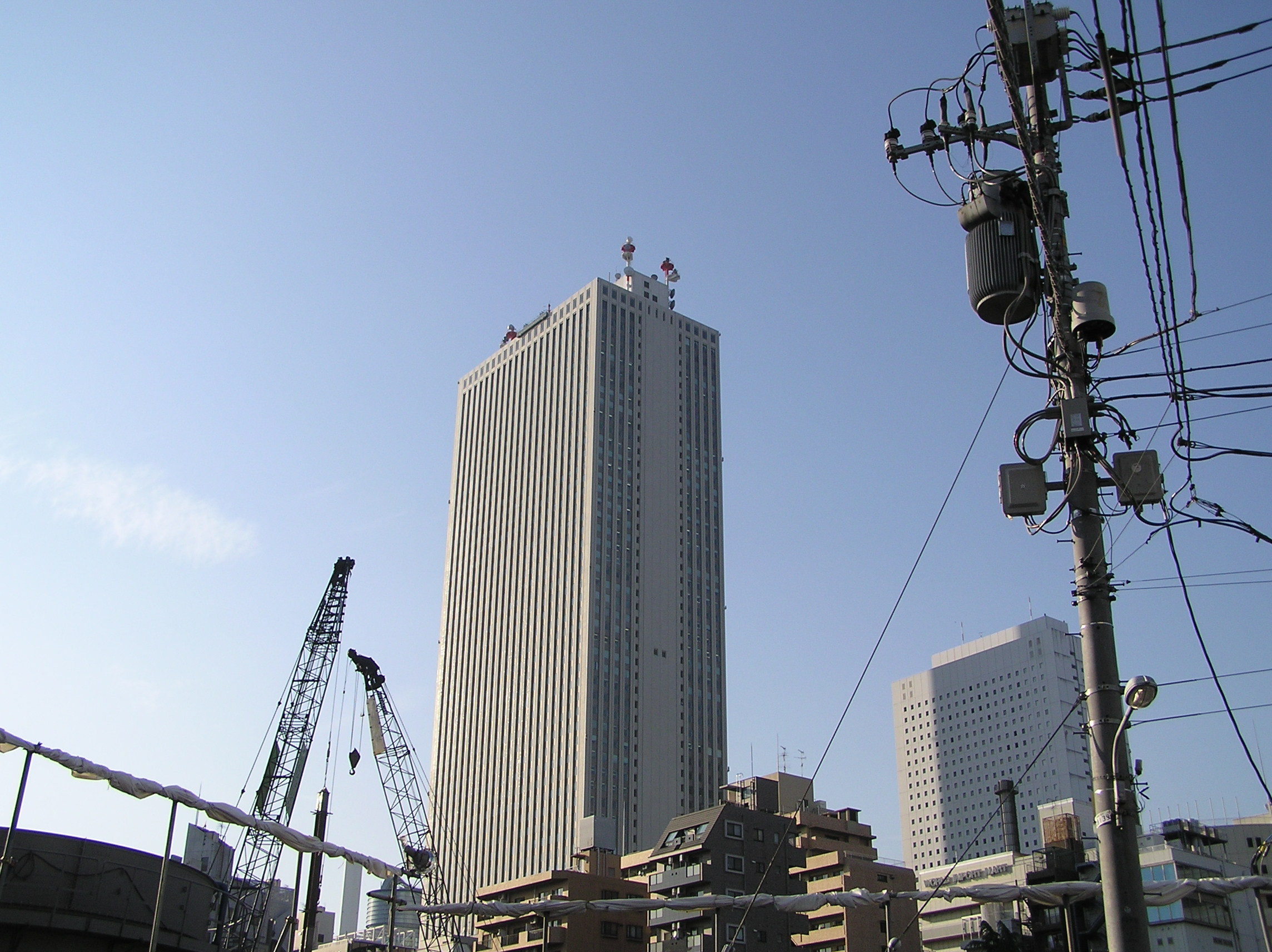
左側がサンシャイン60、右側はサンシャインシティプリンスホテル
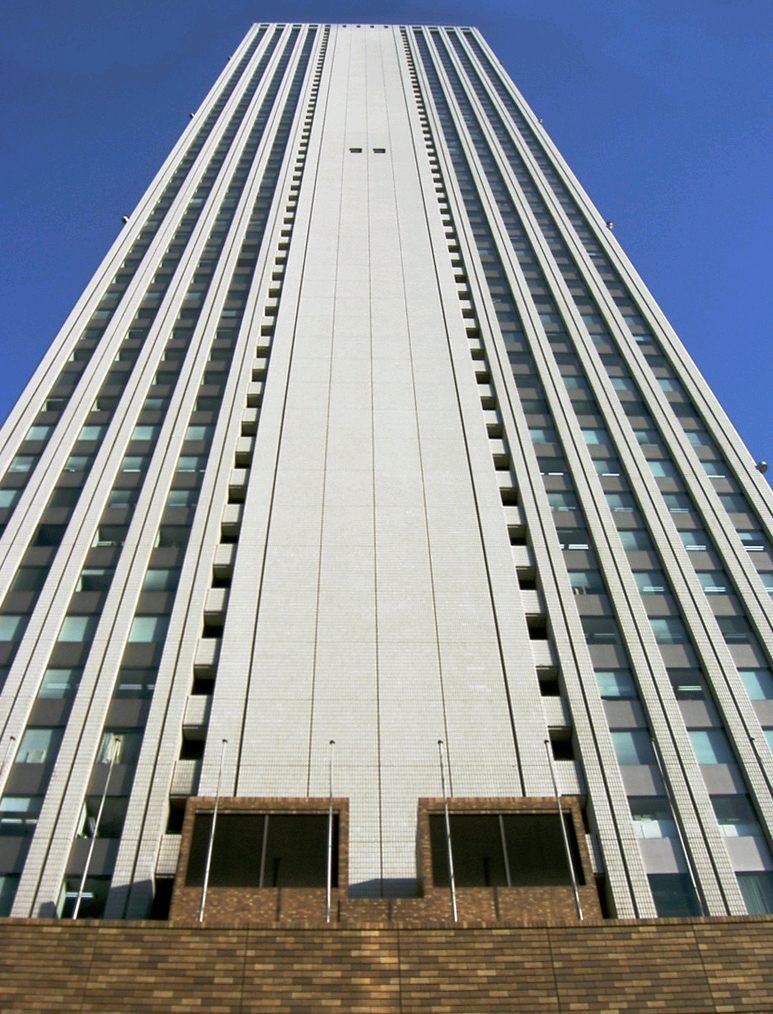
下から見上げて撮影したサンシャイン60
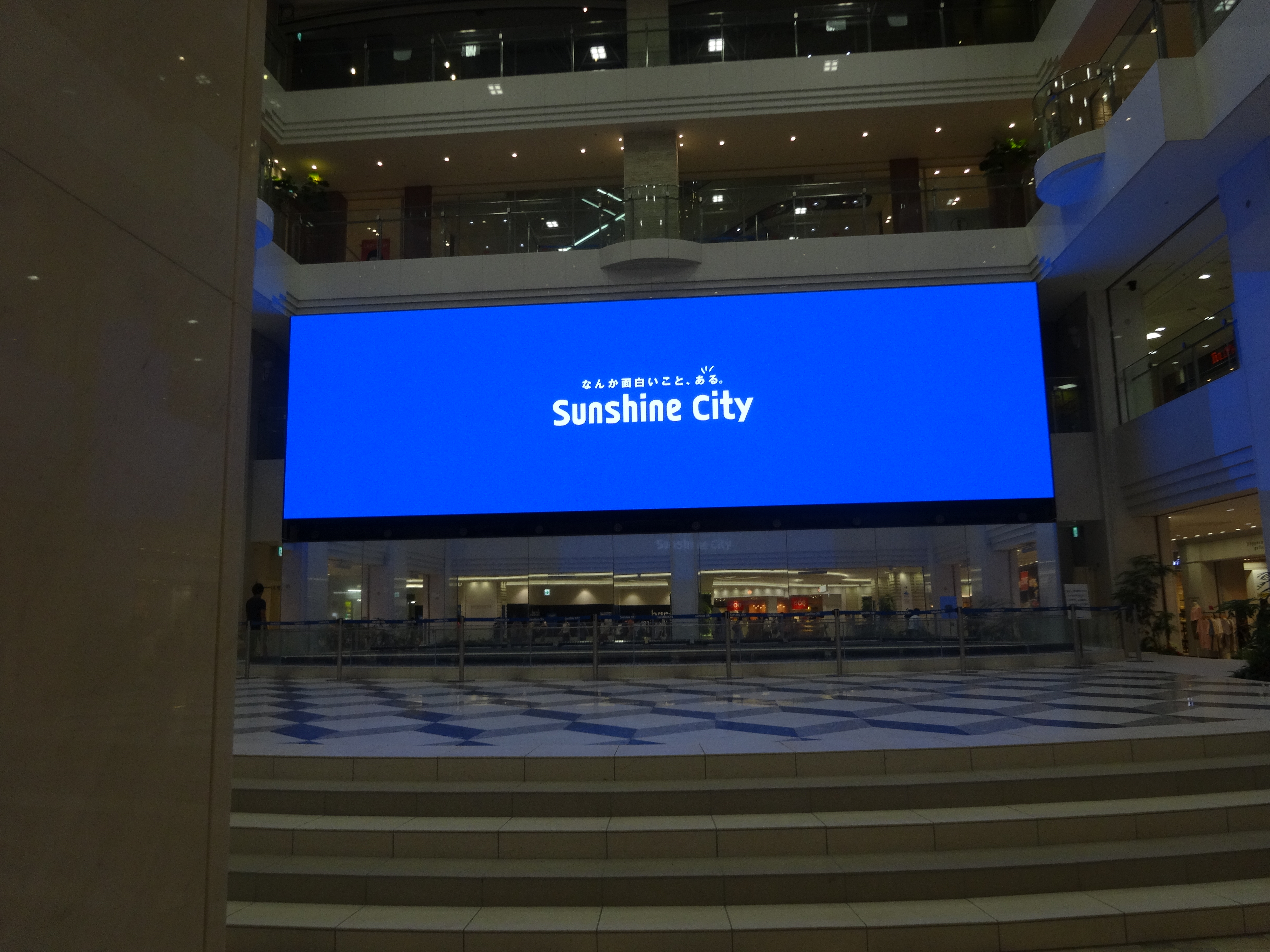
専門店街アルパ内・噴水広場

## サンシャインシティプリンスホテル
サンシャインシティ敷地内にプリンスホテルによりサンシャインシティプリンスホテルが1980年に開業（1996年に改装）。客室総数1166室、定員1,945人収容の大型シティホテルである。2006年3月の西武グループ再編まで、西武鉄道やコクドなどがプリンスホテルの建物を所有していた中、当施設はプリンスホテル（旧社）が直接保有する唯一の物件だった。
2007年（平成19年）には2・3階にあった宴会場を閉鎖し、跡地に株式会社プリンスホテルの本社が移転した。2019年（平成31年）に本社がダイヤゲート池袋へ再移転した後は研究施設として使用される。また、同じく2007年（平成19年）にはサンシャイン60の59階にあった、本ホテルが運営するレストラン「トリアノン」、および本ホテルの1階にあったメインバー「ウィンザー」も閉店し、ウィンザーの跡にファミリーマートが入っている。
2015年（平成27年）から約4年にわたるリニューアルが行われ、全客室フロアの改装に加え、25階には国内外のアニメやマンガを中心にサブカルチャーファンに向けたコンセプトフロア「IKEPRI 25」が2019年（平成31年）4月6日から登場する。これにあわせ、2016年（平成28年）7月15日には1階のロビーラウンジがカフェ&ダイニング「シェフズパレット」にリニューアルされ、地下1階のブッフェレストラン「バイエルン」からオールデイダイニングの機能を移設された。2022年12月以降は「シェフズパレット」の朝食営業が廃止され、「バイエルン」が再びオールデイダイニングとなっている。

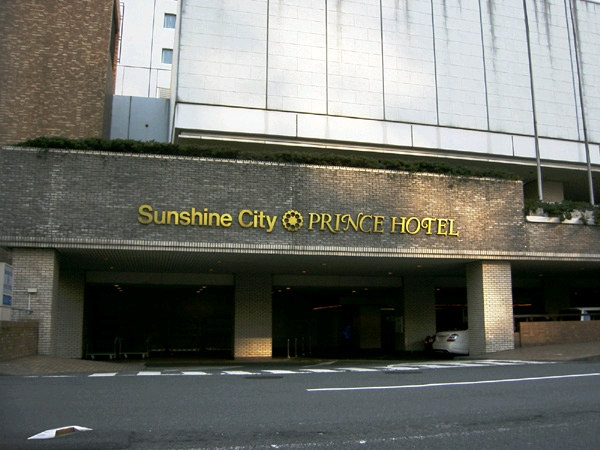
サンシャインシティプリンスホテルの出入口

## バスターミナル

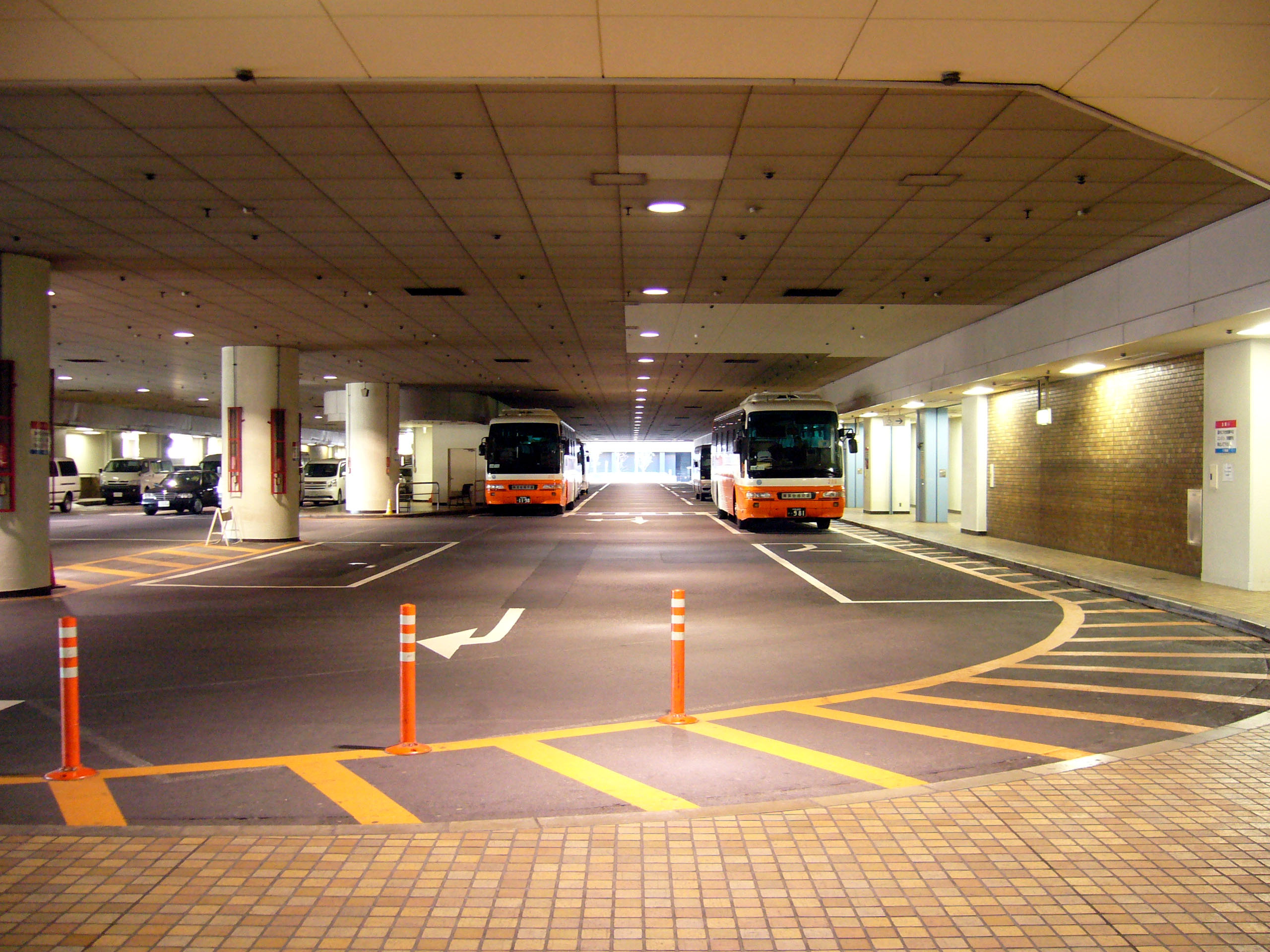
文化会館1階のバスターミナル

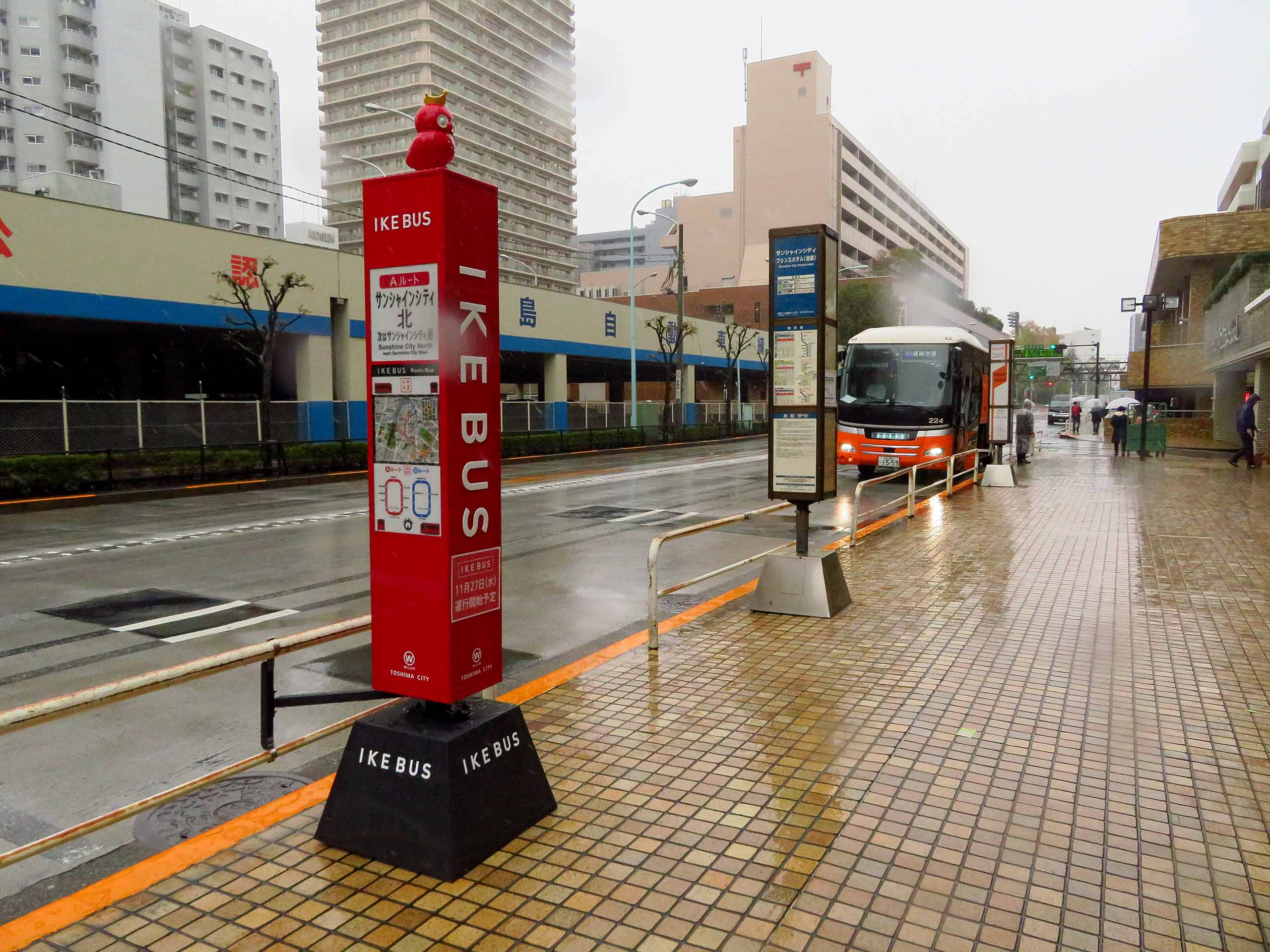
サンシャインシティプリンスホテル停留所

サンシャインシティには文化会館1Fおよびサンシャインプリンスホテルの2箇所にバスターミナルが設置されている。
文化会館1Fに設置されたバスターミナルには、路線バスやリムジンバス、ツアーバスから転換した高速バスが発着する。
また、サンシャインシティプリンスホテルには、リムジンバスとIKEBUS、西武バスを中心とした各バス会社が運行する高速バスが発着する。
それぞれ都内や各地の主要駅、観光地などへ都営バスや各高速バスが、東京空港交通が羽田空港、成田空港へ向かうリムジンバスを発着している。
敷地内ではないが、南側の道路を挟んだアウルタワー前に国際興業バスの「サンシャインシティ南」停留所が立地し、池07系統・江古田二又行きが発着する。東池袋中央公園西側の通称「乙女ロード」上にはIKEBUSの「サンシャインシティ西」停留所、およびバスターミナル外の東側には「IKE・SUNPARK入口」停留所が設置され、豊島区役所・Hareza池袋・池袋駅（東口・西口）行きが発着する。

### 文化会館1F
| 路線名・愛称       | 経由地                                 | 行先                             | 運行会社               | 備考                                 |
| ------------------ | -------------------------------------- | -------------------------------- | ---------------------- | ------------------------------------ |
| 池86               |                                        | 渋谷駅東口（循環）               | 都営バス               | 停留所名は「池袋サンシャインシティ」 |
| リムジンバス       |                                        | 羽田空港                         | 東京空港交通           |                                      |
| リムジンバス       | 成田空港                               |                                  | 東京空港交通           |                                      |
| WILLER EXPRESS     |                                        | 仙台駅                           | WILLER EXPRESS         |                                      |
| WILLER EXPRESS     | 燕三条駅 古町                          | 新潟駅                           | WILLER EXPRESS         |                                      |
| WILLER EXPRESS     | 長野小島田                             | 長野駅                           | WILLER EXPRESS         |                                      |
| WILLER EXPRESS     | 新豊田駅                               | 名古屋南                         | WILLER EXPRESS         |                                      |
| WILLER EXPRESS     | 京都駅・WILLERバスターミナル大阪梅田   | なんば (OCAT)                    | WILLER EXPRESS         |                                      |
| WILLER EXPRESS     | 京都駅・桃山台駅                       | WILLERバスターミナル大阪梅田     | ニュープリンス高速バス |                                      |
| WILLER EXPRESS     | 桃山台駅・WILLERバスターミナル大阪梅田 | ユニバーサル・スタジオ・ジャパン | WILLER EXPRESS         |                                      |
| さくら高速バス     | サンライフ南相馬                       | 相馬市役所前                     | 桜交通                 |                                      |
| さくら高速バス     | 浜松                                   |                                  | 桜交通                 |                                      |
| さくら高速バス     | 名古屋南                               |                                  | 桜交通                 |                                      |
| さくら高速バス     | 京都駅・なんば                         | 三宮駅                           | AT LINER               |                                      |
| NETWORK            | 京都駅・梅田                           | ユニバーサル・スタジオ・ジャパン | 泉観光バス             |                                      |
| NETWORK            | 巻潟東・新潟駅・新発田駅・月岡温泉     | 五頭温泉郷                       | 泉観光バス             |                                      |
| NETWORK            | 名古屋南                               |                                  | 泉観光バス             |                                      |
| アミー号           |                                        | 新潟駅                           | 武井観光               | 運休日あり                           |
| アミー号           | 南草津駅                               | 梅田                             | 山一サービス           | 運休日あり                           |
| グレースライナー   |                                        | 名古屋南                         | グレース観光           |                                      |
| グレースライナー   | 京都駅                                 | 梅田                             | グレース観光           |                                      |
| ユタカライナー     | 京都駅・梅田                           | ユニバーサル・スタジオ・ジャパン | ユタカ交通             |                                      |
| ユタカライナー     | 京都駅・梅田                           | 神戸三宮                         | ユタカ交通             |                                      |
| LimonBus           | 京都駅・新大阪駅・難波                 | 天王寺駅                         | 神姫観光バス           |                                      |
| LimonBus           | 京都駅・梅田・神戸三宮・加古川駅       | 姫路駅                           | 神姫観光バス           |                                      |
| オリオンバス       | 草津駅・梅田                           | 難波                             | オー・ティー・ビー     |                                      |
| ミルキーウェイEXP  |                                        | 名古屋南                         | さくら観光バス         |                                      |
| ミルキーウェイEXP  | 仙台                                   |                                  | さくら観光バス         |                                      |
| どっとこむライナー | 長野駅                                 | 須坂インターターミナル           | 昌栄交通               |                                      |
| たびのすけバス     | 高速長岡京                             | 梅田                             | 青垣観光バス           |                                      |

上記の他にバスツアーや団体観光バスの乗降場、バス待機所・バス駐車場として使用されている。バスツアーの例として国際興業トラベルが、浦和レッズが埼玉スタジアム2002で主催試合を開催する場合に催行する、Here We号の例が挙げられる。
都営バス・池86系統は、1990年に一旦乗り入れを中止したが2018年4月より再度乗り入れるようになった。その他1982年まで池65系統（目白駅・練馬方面行き）が発着していた。なおヤマダ電機日本総本店シャトルバスが2009年の開店当初から運行されていたが、2012年2月末で廃止された。

### サンシャインシティプリンスホテル（バス停）
| 路線名・愛称                          | 経由地                                         | 行先                                                     | 運行会社                      | 備考 |
| ------------------------------------- | ---------------------------------------------- | -------------------------------------------------------- | ----------------------------- | --- |
| リムジンバス                          | ホテルメトロポリタン・池袋駅西口（91番のりば） | 羽田空港                                                 | 東京空港交通 国際興業バス     | 但し国際興業便は池袋駅西口始発・終着のためサンシャインシティへはバスターミナル・プリンスホテルいずれも乗り入れない。 |
| リムジンバス                          |                                                | 成田空港                                                 | 東京空港交通                  | |
| 河口湖線                              | 富士急ハイランド・河口湖駅                     | 富士山駅                                                 | 西武観光バス フジエクスプレス | |
| 軽井沢線 軽井沢ホワイトスノーシャトル | 富岡・軽井沢72ゴルフ                           | 軽井沢駅前 西武軽井沢営業所 軽井沢プリンスホテルスキー場 | 西武観光バス                  | |
| 苗場ホワイトスノーシャトル            | 猿ヶ京温泉                                     | 苗場プリンスホテル                                       | 西武観光バス 伊豆箱根バス     | 冬期のみ運行 |
| IKEBUS Aルート（東口ルート）          | 豊島区役所                                     | 池袋駅東口（循環）                                       | WILLER EXPRESS                | ホテル車寄せに設置。但しホテル休業時は歩道上に移設されることがある。                                                 |
| IKEBUS Bルート（東西ルート）          | Hareza池袋                                     | 池袋駅西口                                               | WILLER EXPRESS                | ホテル車寄せに設置。但しホテル休業時は歩道上に移設されることがある。                                                 |

## 最寄駅
- 東京メトロ有楽町線「東池袋駅」 - ライズシティ池袋・アウルタワーを経由する地下通路（東池袋地下通路）を介して直結。
- 都電荒川線（東京さくらトラム）「東池袋四丁目停留場」・「向原停留場」 - 東池袋四丁目停留場は「サンシャイン前」の停留所副名称を持つ。